# 2018 год в истории железнодорожного транспорта
 2018 год в истории железнодорожного транспорта 

## События

### В России
- 6 сентября — открыт остановочный пункт железной дороги Новохохловская (Курское направление МЖД).
- 1 октября — открытие переносной платформы железной дороги Ленинградская (Рижское направление МЖД).
- 25 декабря — открыт остановочный пункт железной дороги Верхние Котлы (Павелецкое направление МЖД).

### В мире
- 25 января в Италии около 7 утра по местному времени в провинции Милан произошёл сход с рельсов пассажирского поезда. По меньшей мере 4 человека погибли, около 100 пассажиров были ранены, как минимум 10 из них находятся в тяжёлом состоянии[1].

- 24 мая в Украине был открыт новый двухпутный Бескидский тоннель под Верховинским Вододельным хребтом — главным водоразделом Украинских Карпат. Тоннель расположен между станцией Бескид (Львовская область, Прикарпатье) и станцией Скотарское (Закарпатская область) на участке Львов — Стрый — Мукачево — Батьево — Чоп  на трассе 5-го панъевропейского транспортного коридора, эксплуатируется Львовской железной дорогой, "Укрзалізниця"[2].

- 17 июня в Казахстане произошёл сход с рельсов шести пассажирских вагонов пассажирского поезда. По меньшей мере 1 человек погиб, трое пассажиров травмированы[3].

## Новый подвижной состав
- Электровозы переменного тока:
  - 2ЭС5С
  - AZ8A
- Двухсистемные электропоезда:
  - ЭС1П
- Электропоезда метрополитена:
  - 81-765Б/766Б
  - 81-765.2/766.2/767.2
  - 81-765.3/766.3/767.3
  - 81-556.2/557.2/558.2